# Skyttegrav
En skyttegrav er en grøft i jorden, hvori soldater kan sidde eller stå oprejst og på den måde opnå beskyttelse mod fjendens beskydning, samtidig med at han selv bevarer muligheden for at skyde. Ikke at forveksle med et skyttehul.
Skyttegrave er mest kendt fra 1. verdenskrigs blodige skyttegravskrig, primært i Frankrig og under Slaget ved Gallipoli i Tyrkiet. Skyttegravene var et forsøg på at modvirke de moderne maskingeværer og artilleripjecers store effektivitet.
I de nyere krige har brugen af skyttegrave ikke været lige så udbredt, idet moderne strategi kræver ild og bevægelse og helst undgår fastlåste stillingskrige.